# 戦国武将列伝
『戦国武将列伝』（せんごくぶしょうれつでん）は、藤咲あゆながポプラポケット文庫から刊行している子供向け（小学校高学年から）の伝記のシリーズである。「疾の巻」「風の巻」「怒の巻」「濤の巻」の全4巻が刊行されており、日本の戦国武将たちの生涯を、各巻で数人ずつオムニバスで描いている。

## 各巻の内容

### 疾の巻
- 織田信長―天下統一を目指した、戦国の風雲児
- 明智光秀―「三日天下」に終わった悲運の武将
- 高山右近―信仰に生きた、キリシタン大名
- 斎藤道三―美濃のマムシと怖れられた、智謀の武将
- 毛利元就―猛悪無道と呼ばれた中国の覇者

### 風の巻
- 武田信玄―甲斐の虎と呼ばれた名将
- 今川義元―海道一の弓取りと呼ばれた駿河の大大名
- 北条氏康―相模の獅子と謳われた北条の三代目
- 上杉謙信―越後の龍と呼ばれた義将
- 直江兼続―「愛」の兜で知られる上杉家の執政
- 前田慶次―天下御免の傾奇者と呼ばれた豪傑

### 怒の巻
- 豊臣秀吉―平民の身から成り上がった天下人
- 竹中半兵衛―知略に長けた若き軍師
- 長宗我部元親―四国の覇者となった土佐の出来人
- 伊達政宗―独眼竜と呼ばれた奥州の覇者
- 前田利家―加賀百万石の礎を築いた豪将

### 濤の巻
- 石田三成―生涯を豊臣家に捧げた忠義の武将
- 真田昌幸―表裏比興の者と呼ばれた謀将
- 島津義弘―決死の敵中突破で知られる薩摩隼人
- 井伊直政―井伊の赤鬼と恐れられた徳川の若き武将
- 徳川家康―泰平の世を導いた徳川幕府初代将軍